# 2015年全港運動會
第五屆全港運動會（英語：The 5th Hong Kong Games，簡稱第五屆港運會）是香港每兩年舉行一屆的綜合性運動會，本屆運動會於2015年4月25日至5月31日舉行；並以全港十八區作為參賽單位。

## 目的

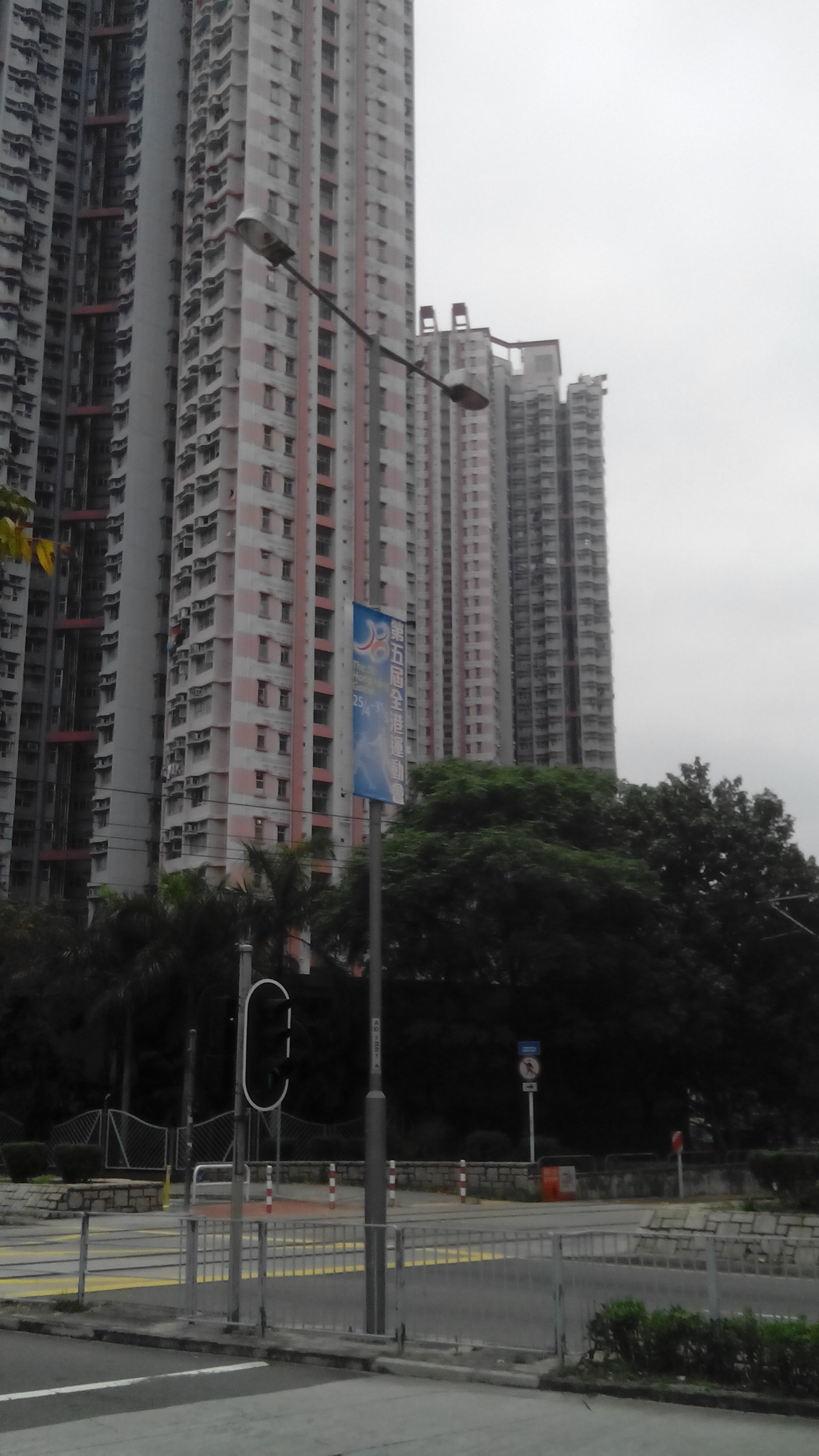
街燈上的宣傳海報

在社區層面提供更多體育參與、交流和合作的機會，鼓勵市民積極參與體育運動，從而提升地區體育水平，增加市民對居住地區的歸屬感；同時促進十八區之間的溝通和友誼，加強社區的凝聚力。

## 籌備
本屆運動會由體育委員會主辦；社區體育事務委員會作統籌單位；而康樂及文化事務署、十八區的區議會、中國香港體育協會暨奧林匹克委員會以及比賽項目的體育總會則為協辦機構。

## 參賽資格
凡持有有效的香港永久性居民身份證，或香港居民身份證並在香港居住滿三年的人士，必須由所屬區議會提名，並以該區議會的名義參加比賽，並只可代表一個地區參賽；但凡於2012年至2015年期間曾經或將會獲選代表中國香港參加奧林匹克運動會、亞洲運動會、東亞運動會、中華人民共和國全國運動會、世界錦標賽或亞洲錦標賽的運動員，均不得參加。

## 比賽項目
本屆港運會合共設有8項大項，84項小項。各項比賽中男子項目佔41項，而女子項目佔40項，男女子混合項目則佔3項。
以下是8個比賽大項：
- 田徑
- 羽毛球
- 籃球
- 五人足球
- 游泳
- 乒乓球
- 網球
- 排球

## 比賽結果

### 各項成績
- 各得獎隊伍結果如下[1]：

| 體育比賽項目 | 冠軍     | 亞軍     | 季軍     |
| ------------ | -------- | -------- | -------- |
| 全場總成績   | 元朗區   | 沙田區   | 黃大仙區 |
|              |          |          |          |
| 田徑         | 元朗區   | 沙田區   | 西貢區   |
| 羽毛球       | 九龍城區 | 元朗區   | 南區     |
| 籃球         | 觀塘區   | 中西區   | 黃大仙區 |
| 五人足球     | 東區     | 深水埗區 | 北區     |
| 游泳         | 東區     | 沙田區   | 黃大仙區 |
| 乒乓球       | 中西區   | 油尖旺區 | 西貢區   |
| 網球         | 沙田區   | 元朗區   | 九龍城區 |
| 排球         | 元朗區   | 北區     | 深水埗區 |

| 體育比賽項目 | 「飛躍進步社區」奬 |
| ------------ | ------------------ |
| 田徑         | 黃大仙區           |
| 羽毛球       | 大埔區             |
| 籃球         | 黃大仙區           |
| 五人足球     | 屯門區             |
| 游泳         | 深水埗區           |
| 乒乓球       | 中西區 及 西貢區   |
| 網球         | 荃灣區             |
| 排球         | 觀塘區 及 黃大仙區 |

| 十八區啦啦隊大賽 | 冠軍   | 亞軍   | 季軍     |
| ---------------- | ------ | ------ | -------- |
| 最佳表現獎       | 元朗區 | 離島區 | 油尖旺區 |
| 最具地區特色獎   | 元朗區 | 離島區 | 油尖旺區 |
| 最具人氣獎       | 元朗區 | 元朗區 | 元朗區   |

| 其他獎項                     | 冠軍             | 亞軍             | 季軍             |
| ---------------------------- | ---------------- | ---------------- | ---------------- |
| 「最佳體育風尚社區」獎       | 元朗區           | 黃大仙區         | 荃灣區           |
|                              |                  |                  |                  |
| 「票選我最支持的體育社區」獎 | 深水埗區         | 深水埗區         | 深水埗區         |
| 「網上我最支持的體育社區」獎 | 中西區           | 中西區           | 中西區           |
| 「最積極參與社區」獎         | 元朗區           | 元朗區           | 元朗區           |
| 「最佳進步社區」獎           | 黃大仙區         | 黃大仙區         | 黃大仙區         |
| 「獲得最多金牌的社區」獎     | 元朗區 及 沙田區 | 元朗區 及 沙田區 | 元朗區 及 沙田區 |
| 「最強打氣團社區」獎         | 九龍城區         | 九龍城區         | 九龍城區         |

## 參賽隊伍
| 港島 - 中西區 - 東區 - 南區 - 灣仔區 | 九龍 - 九龍城區 - 觀塘區 - 深水埗區 - 黃大仙區 - 油尖旺區 | 新界東 - 北區 - 西貢區 - 沙田區 - 大埔區 | 新界西 - 離島區 - 葵青區 - 荃灣區 - 屯門區 - 元朗區 |

## 推廣活動
- 精英運動員示範及交流活動（2014年6月28日至11月29日）
- 體育講座暨嘉年華（2014年11月1日）
- 賽馬會全城躍動活力跑（2015年3月8日）

## 外部連結
- 第五屆全港運動會官方網頁（中文）
- 第五屆全港運動會（页面存档备份，存于）（中文）
- 劉德華呼籲市民支持第五屆全港運動會（页面存档备份，存于）（中文）